# 許亞芬歌子戲劇坊
劇團網址：https://www.facebook.com/Yafen.Star/
許亞芬歌仔戲劇坊
許亞芬歌仔戲劇坊成立於2003年8月，在團長許亞芬的帶領下，始終秉持「藝術團承」與「創意風華」，積極培訓藝生，並積極巡迴演出和演講、舉辦歌仔音樂欣賞會、出版音樂推廣CD及製作歌仔戲藝術光碟，有系統的推廣傳統歌仔戲。另一方面則粹取歌仔戲的藝術精髓，在傳統的表演形式注入新元素，期使歌仔戲藝術能與時並進，成為當代觀眾共呼吸的現代戲曲。
主要人員
許亞芬
出生歌子戲世家，祖輩皆為歌子戲演員，尤其母親「黑貓雲」更曾名震一時。由於對歌子戲使命與藝術提昇的執著，於2003年創立許亞芬歌子戲劇坊，致力於歌子戲藝術傳承、舞臺創新與藝術提昇，用心製作多齣叫好叫座的精緻大戲。

## 歌仔戲大型舞台公演
《馬賢伏龍》（創團戲，從京劇《畫龍點睛》改編）
2004《碧海情天》（從京劇《碧波仙子》改編）
《廖俠添丁》（歌仔戲現代戲）
2005《無毒有我林則徐》
2006《拐騙記》
2007《廉政公鼠》
2008《慈悲三眛水懺》
2009《良臣遇灶神》
```
   《亞洲芬饗音樂演唱會》
```

2010《阿闍世王》
2011《慈心潤德》
2014《慈恩情》《懸懸山頂的月娘》《三笑姻緣》
2015《千古一帝秦始皇》
2017《謎魂奇案》
《江山美人》
《跨年演唱會》
2018《一代高僧-鳩摩羅什》